# Lista de deputados estaduais do Maranhão da 16.ª legislatura
Esta é a lista de deputados estaduais do Maranhão eleitos para o período 2007-2011.

## Composição das bancadas
| Partido | Líder                 | Bancada | Posição      |
| ------- | --------------------- | ------- | ------------ |
| PSDB    | Cleide Coutinho       | 9 / 42  | Governo      |
| PFL     | Max Barros            | 6 / 42  | Oposição     |
| PDT     | Antônio Bacelar       | 6 / 42  | Governo      |
| PSB     | Paulo Neto            | 5 / 42  | Governo      |
| PMDB    | Joaquim Haickel       | 4 / 42  | Oposição     |
| PV      | Victor Mendes         | 2 / 42  | Oposição     |
| PP      | João Batista Silva    | 2 / 42  | Oposição     |
| PT      | Helena Heluy          | 2 / 42  | Independente |
| PRTB    | Rubens Pereira Júnior | 1 / 42  | Oposição     |
| PSC     | Dr. Penaldon Moreira  | 1 / 42  | Oposição     |
| PTdoB   | Marcos Caldas         | 1 / 42  | Independente |
| PPS     | Eliziane Gama         | 1 / 42  | Governo      |
| PTC     | Edivaldo Holanda      | 1 / 42  | Governo      |
| PSL     | Nonato Aragão         | 1 / 42  | Independente |

## Deputados estaduais
| Deputados estaduais eleitos | Partido | Votação | Percentual | Cidade onde nasceu       | Unidade federativa |
| Afonso Manoel Borges        | PSB     | 71.372  | 2,56%      | São Luís                 | Maranhão           |
| Cleide Coutinho             | PSDB    | 56.634  | 2,03%      | Maruim                   | Sergipe            |
| João Evangelista            | PSDB    | 55.092  | 1,97%      | São João Batista         | Maranhão           |
| Marcelo Tavares             | PSB     | 50.985  | 1,83%      | São Luís                 | Maranhão           |
| Soliney Silva               | PSDB    | 50.116  | 1,79%      | São João do Piauí        | Piauí              |
| Alberto Franco              | PSDB    | 46.670  | 1,67%      | Cururupu                 | Maranhão           |
| Rigo Teles                  | PSDB    | 42.566  | 1,52%      | São Domingos do Maranhão | Maranhão           |
| Victor Mendes               | PV      | 41.735  | 1,49%      | Pinheiro                 | Maranhão           |
| Raimundo Cutrim             | PFL     | 40.627  | 1,45%      | São João Batista         | Maranhão           |
| Arnaldo Melo                | PSDB    | 39.938  | 1,43%      | Codó                     | Maranhão           |
| João Batista Santos         | PP      | 39.493  | 1,41%      | Itaguatins               | Tocantins          |
| Hélio Soares                | PP      | 39.459  | 1,41%      | Turiaçu                  | Maranhão           |
| Camilo Figueiredo           | PDT     | 37.488  | 1,34%      | Codó                     | Maranhão           |
| Graciete Lisboa             | PSDB    | 37.368  | 1,34%      | São Luís                 | Maranhão           |
| Max Barros                  | PFL     | 37.037  | 1,33%      | São Luís                 | Maranhão           |
| Ricardo Murad               | PMDB    | 35.521  | 1,27%      | São Luís                 | Maranhão           |
| Rubens Pereira Júnior       | PRTB    | 34.837  | 1,25%      | São Luís                 | Maranhão           |
| Antônio Bacelar Nunes       | PDT     | 34.612  | 1,24%      | Caxias                   | Maranhão           |
| Graça Paz                   | PDT     | 34.491  | 1,24%      | Guimarães                | Maranhão           |
| Maura Jorge                 | PDT     | 34.126  | 1,22%      | Lago da Pedra            | Maranhão           |
| João Pavão Filho            | PDT     | 33.124  | 1,19%      | Santa Helena             | Maranhão           |
| Joaquim Haickel             | PMDB    | 32.791  | 1,17%      | São Luís                 | Maranhão           |
| Stênio Rezende              | PSDB    | 30.402  | 1,09%      | Vitorino Freire          | Maranhão           |
| Jura Filho                  | PMDB    | 30.238  | 1,08%      | Bacabal                  | Maranhão           |
| Francisco Fufuca            | PMDB    | 30.039  | 1,08%      | Bacabal                  | Maranhão           |
| Tata Milhomem               | PFL     | 29.668  | 1,06%      | Presidente Dutra         | Maranhão           |
| Paulo Neto                  | PSB     | 28.257  | 1,01%      | Parnaíba                 | Piauí              |
| Prof. José Lima             | PSB     | 27.124  | 0,97%      | São Luís                 | Maranhão           |
| Carlos Filho                | PV      | 26.474  | 0,95%      | Brejo                    | Maranhão           |
| Antônio Carlos Braide       | PDT     | 25.976  | 0,93%      | Teresina                 | Piauí              |
| Chico Gomes                 | PFL     | 25.676  | 0,92%      | Viana                    | Maranhão           |
| Dr. Antônio Pereira         | PFL     | 25.212  | 0,90%      | Teixeira                 | Paraíba            |
| César Pires                 | PFL     | 24.294  | 0,87%      | Codó                     | Maranhão           |
| Fátima Vieira               | PSDB    | 23.816  | 0,85%      | João Pessoa              | Paraíba            |
| Dr. Penaldon Jorge          | PSC     | 20.530  | 0,74%      | Pinheiro                 | Maranhão           |
| Domingos Paz                | PSB     | 17.255  | 0,62%      | Chapadinha               | Maranhão           |
| Helena Heluy                | PT      | 16.199  | 0,58%      | Barão de Grajaú          | Maranhão           |
| Marcos Caldas               | PTdoB   | 15.091  | 0,54%      | Brejo                    | Maranhão           |
| Eliziane Gama               | PPS     | 15.084  | 0,54%      | Monção                   | Maranhão           |
| Edivaldo Holanda            | PTC     | 14.023  | 0,50%      | São João do Rio do Peixe | Paraíba            |
| Nonato Aragão               | PSL     | 12.428  | 0,45%      | São Luís                 | Maranhão           |
| Valdinar Barros             | PT      | 11.290  | 0,40%      | Igarapé Grande           | Maranhão           |